# Flight of Icarus
«Flight of Icarus» (в переводе с англ. — «Полёт Икара») — сингл британской хеви-метал-группы Iron Maiden, выпущенный 11 апреля 1983 года как первый сингл альбома Piece of Mind. Первый сингл музыкантов, выпущенный в США, где как правило звукозаписывающие компании не выпускают синглов, которые гарантировано не станут хитами. В Британии сингл достиг позиции № 11.

## Сингл

### Запись
Записан сингл в Compass Point Studios, Нассау. Там же был снят клип песни.

### Список композиций
1. Flight of Icarus — 3:51 (Эдриан Смит, Брюс Дикинсон)
2. I`ve Got The Fire (Montrose кавер) — 2:40 (Montorose)

- Flight of Icarus — песня, основанная на греческом мифе о Икаре, который расплавил воск на крыльях, слишком близко приблизившись к солнцу. На концертах коллектив исполняет эту песню несколько быстрее, чем в студийной версии.

### Состав
- Брюс Дикинсон — вокал
- Стив Харрис — бас-гитара
- Дэйв Мюррей — гитара
- Эдриан Смит — гитара
- Нико МакБрэйн — ударные